# Miss You Already
Miss You Already (bra: Já Estou com Saudades; prt: Já Sinto a Tua Falta) é um filme de comédia dramática produzido no Reino Unido, dirigido por Catherine Hardwicke e lançado em 2015.[carece de fontes?]